# Onnia orientalis
Onnia orientalis är en svampart som först beskrevs av Lloyd, och fick sitt nu gällande namn av Imazeki 1943. Onnia orientalis ingår i släktet Onnia och familjen Hymenochaetaceae.   Inga underarter finns listade i Catalogue of Life.